# Kenya Police Bullets Football Club
Les Kenya Police Bullets sont un club féminin de football kényan basé à Nairobi. C'est la section féminine du Kenya Police FC.

## Histoire
Les Thika Queens, section féminine du club défunt Thika United, sont promues en première division en 2009. Elles remportent leur premier titre de championnes du Kenya en 2015, en devançant d'un point les Spedag Ladies. En 2017, elles battent les Vihiga Queens en finale pour s'adjuger un deuxième sacre.
Les Thika Queens dominent Gaspo en finale du championnat 2021 pour remporter un troisième titre.
En juin 2023, le Kenya Police FC, équipe de première division masculine, annonce faire l'acquisition des Thika Queens pour en faire sa section féminine. En effet, la CAF oblige désormais les clubs à avoir une section féminine pour participer aux compétitions continentales.
Les Bullets remportent le championnat 2023-2024 devant les Vihiga Queens et se qualifient pour la Ligue des champions du CECAFA. En coupe, elles sont éliminées par les Ulinzi Starlets aux tirs au but en demi-finale.

## Palmarès
Championnat du Kenya (4) :
- Champion en 2015, 2017, 2021, 2024 et 2025.